# Edward C. Marshall

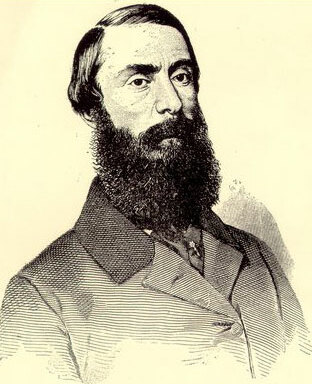
Edward C. Marshall

Edward Colston Marshall (* 29. Juni 1821 im Woodford County, Kentucky; † 9. Juli 1893 in San Francisco, Kalifornien) war ein US-amerikanischer Politiker. Zwischen 1851 und 1853 vertrat er den Bundesstaat Kalifornien im US-Repräsentantenhaus.

## Werdegang
Edward Marshall besuchte das Centre College in Danville und studierte danach an der Transylvania University in Lexington. Danach absolvierte er ein weiteres Studium am Washington College, der späteren Washington and Lee University. Während des Mexikanisch-Amerikanischen Krieges diente Marshall in der US Army. Nach einem Jurastudium und seiner Zulassung als Rechtsanwalt begann er in San Francisco in diesem Beruf zu arbeiten. Später verlegte er seinen Wohnsitz und seine Kanzlei nach Sonora. Gleichzeitig schlug er als Mitglied der Demokratischen Partei eine politische Laufbahn ein.
Bei den staatsweit ausgetragenen Kongresswahlen des Jahres 1850 wurde Marshall für den ersten Sitz von Kalifornien in das US-Repräsentantenhaus in Washington, D.C. gewählt, wo er am 4. März 1851 die Nachfolge von George Washington Wright antrat. Da er im Jahr 1852 seine Kandidatur zur Wiederwahl zurückzog, konnte er bis zum 3. März 1853 nur eine Legislaturperiode im Kongress absolvieren. Diese war von den Diskussionen um die Frage der Sklaverei bestimmt.
Nach dem Ende seiner Zeit im US-Repräsentantenhaus praktizierte Marshall in Marysville als Anwalt. Im Jahr 1856 bewarb er sich erfolglos um die Wahl in den US-Senat. Anschließend zog er nach Kentucky, wo er 21 Jahre lang als Jurist arbeitete. Im Jahr 1874 kandidierte er in diesem Bundesstaat erfolglos für den Kongress. 1877 kehrte er nach San Francisco zurück, wo er weiterhin als Rechtsanwalt tätig war. Zwischen 1883 und 1886 übte Edward Marshall das Amt des Attorney General von Kalifornien aus. Er starb am 9. Juli 1893 in San Francisco.